# Arroyo Hondo 4a Sección
Arroyo Hondo 4.ª Sección es una de las 118 localidades del municipio de Comalcalco, en el estado de Tabasco, México. Localizada a 24 km al oeste de la cabecera municipal y a 83 km al noroeste de la capital del estado. 
Tiene una altitud promedio de 10 m s. n. m. Esta comunidad colinda al norte con la ranchería Emiliano Zapata 1.ª Sección; al sur con la ranchería Arroyo Hondo 2.ª Sección; al este con la ranchería Ignacio Gutiérrez Gómez y al oeste con la ranchería Carlos Greene 4.ª Sección; todas estas comunidades colindantes pertenecen al municipio de Comalcalco. Existen otras tres secciones (comunidades) con el mismo nombre, distinguiéndose únicamente por el número de sección.

## Toponimia
Según los pobladores locales, el nombre que recibe la comunidad de Arroyo Hondo 4.ª Sección se debe a que hace años, la mayor parte de este territorio, junto con el que actualmente pertenece a otras localidades circunvecinas, eran zonas bajas que formaban un gran arroyo de aguas estancadas. El acceso a estas comunidades se realizaba a través de trillas o senderos que la gente creaba en las zonas más altas. Después de la asignación de nombres y división administrativa de las comunidades del municipio, esta conservó el nombre de Arroyo Hondo.

## Vías de comunicación
Para poder llegar a esta comunidad, puede hacerse vía terrestre llegando por varios caminos. Desde la cabecera municipal, puede llegarse desde Villa Aldama y Villa Tecolutilla, a través de las carreteras estatales. Además, se puede llegar desde el municipio de Cárdenas, tomando la salida a los poblados C-28, C-16 y C-9 se llega a la Villa de Carlos Greene y desde allí a la comunidad.
La distancia a las mencionadas villas son: Villa Tecolutilla a 11.4 km; Villa Aldama a 7.6 km y Villa Carlos Greene a 6.1 km.

## Medios de transporte y servicios
El servicio de transporte terrestre que atiende a esta y otras comunidades es la línea de autobuses "Transportes Unidos de Comalcalco" y "Transportes Torruco". En ciertos días y horarios, la empresa TRT sirve algunas corridas a Comalcalco y a Ciudad del Carmen, Campeche.
Además del servicio público formal, existen también en la comunidad un servicio tipo taxi llamado "Pochimóvil", que es una especie de carreta jalada por una motocicleta. Aunque es un servicio no regulado por las autoridades, es muy utilizado por los habitantes de este lugar.
Se tiene un servicio de telefonía fija básica proporcionado por Teléfonos de México y el internet es Dial-up servido por la misma compañía telefónica. Actualmente hay cobertura celular de las compañías Telcel, sin embargo no hay una torre de señal en la comunidad; la señal se intercepta desde la ranchería Emiliano Zapata 1.ª Sección y las villas Aldama y Carlos Greene.
Los productos necesarios para vivir en una comunidad sin salir de ella pueden encontrarse en Arroyo Hondo. Varias tiendas de abarrotes, incluyendo una tienda Diconsa; una tortillería, pollerías, panaderías, establecimientos tipo restaurante de paso, peluquerías, entre otras.

## Población
Según datos del censo de población y vivienda 2010 del INEGI, Arroyo Hondo 4a Sección tiene una población de 999 habitantes, de los cuales 495 son hombres y 504 son mujeres. La Secretaría de Desarrollo Social reporta que el grado de marginación creció de 2005 a 2010 de un nivel Medio a un Nivel Alto.
Las principales religiones que se profesan en este lugar son el catolicismo y el presbiterianismo. Hay una iglesia católica llamada "La Lupita", un templo presbiteriano llamado "Monte de los Olivos" y una iglesia apostólica en los límites con la ranchería Emiliano Zapata 1.ª Sección.

## Orografía
La mayor parte del territorio de Arroyo Hondo 4.ª Sección tiene una altura de 10 m s. n. m., con límites inferiores de 6 m s. n. m. y superior de 15 m s. n. m. La gran mayoría de las viviendas se encuentran construidas al margen de los caminos vecinales que son las zonas más altas.

## Hidrografía
Arroyo hondo 4a Sección, es atravesado por el río Tular en una extensión de aproximadamente 2.5 kilómetros. La mayor parte de los terrenos destinados a la ganadería se consideran potreros, los cuales captan gran cantidad de agua durante la temporada de lluvia.

## Educación
En materia de infraestructura educativa, Arroyo Hondo 4a Sección cuenta tres centros escolares. El jardín de niños Esperanza Iris es una institución de educación preescolar general que imparte clases en el turno matutino. perteneciente al gobierno del estado de Tabasco. Está la escuela primaria rural "Augusto Hernández Olivé" que imparte los 6 grados de educación básica. Y finalmente se encuentra la escuela Telesecundaria "Carlos Pellicer Cámara" que da clases de los tres grados de educación secundaria.
Al estar ubicada cerca de villas importantes del municipio, los jóvenes tienen la opción de estudiar el nivel secundaria y medio superior en escuelas de dichas villas. Hay jóvenes de Arroyo Hondo 4a Sección estudiando nivel secundaria en la Villa Carlos Greene, escuela "Maestro Rafael Ramírez" o en la "Escuela Técnica-Agropecuaria Plantel No. 8" de Villa Tecolutilla. Para los niveles medio superior están: el Colegio de Bachilleres de Tabasco Plantel No. 20 de Villa Tecolutilla; en el Instituto de Difusión Técnica No. 10 de Villa Carlos Greene y el Colegio de Bachilleres Técnico Agropecuario de Villa Aldama.
Hasta hace poco existió una biblioteca pública con un acervo bibliográfico básico. Lamentablemente el descuido de las instalaciones produjo el deterioro del acervo y el cierre de la mencionada biblioteca. La parte útil del acervo bibliográfico que se rescató fue trasladado a la biblioteca pública de la ranchería Ignacio Gutiérrez Gómez, donde permanece hasta el día de hoy. Hay un proyecto para que en los próximos 2 años el gobierno municipal construya nuevas instalaciones de la biblioteca y se amplíe el acervo bibliográfico.

## Economía
Arroyo Hondo 4.ª Sección es una comunidad con varias actividades económicas, que comprenden la agricultura, ganadería, comercios de conveniencia y cultivo/transformación de productos forestales.
En la agricultura destaca la producción del cacao, que hasta hace algunos años fue el motor económico de la comunidad. A partir del 2007 la producción mermó debido a la entrada de la moniliasis. Aun así, la comunidad sigue produciendo este fruto, base del chocolate. También se cultiva naranja, maíz, frijol, chiles, calabazas y otros cuya producción es de autoconsumo.
La transformación de maderas locales como cedro, caoba y macuilís, está a cargo de las carpinterías. Existen en Arroyo Hondo 4.ª Sección cuatro de estas.
La ganadería en su mayor parte es familiar y va desde la crianza de ganado bovino, porcino, ovino hasta la cría de aves de corral como pollos, gallinas, pavos y patos.

## Detalles de la comunidad
Esta comunidad es una de las más peligrosas de todo Comalcalco, los robos son frecuentes en el día, durante la noche aumenta, los habitantes no están seguros aun dentro de su propia casa.

## Deportes
La infraestructura deportiva de Arroyo Hondo 4.ª Sección se compone de una cancha de usos múltiples, en donde se practican deportes como el fútbol rápido, baloncesto y voleibol. La comunidad es propietaria de una cancha de pasto natural con las medidas establecidas para practicar fútbol y béisbol.
No existen equipos representativos de la comunidad en ligas o torneos reconocidos por el municipio o el estado, aunque sí hay equipos que participan en torneos rápidos locales o regionales.